# Catholicae fidei
Catholicae fidei est le bref pontifical de Pie VII par lequel il approuve et confirme l’existence des Jésuites en Russie. Émit le 7 mars 1801, ce bref est la première étape officielle vers la restauration universelle de la Compagnie de Jésus.
À peine élu pape (en 1800) Pie VII répond favorablement à l’empereur Paul I de Russie qui lui demande de rétablir la Compagnie de Jésus afin d’endiguer « le flot d’impiété, d’illuminisme et de jacobinisme qui envahit mon empire ». 
La réaction des Bourbons d'Espagne est virulente, mais d'autres demandes similaires parviennent déjà au pape, dont celle de Ferdinand, duc de Parme, pourtant de la même famille des Bourbons d'Espagne, qui en 1793, avait déjà discrètement invité des jésuites de Russie à œuvrer sur son territoire.